# 4962 Вечерка
4962 Вечерка (4962 Vecherka) — астероїд головного поясу, відкритий 1 жовтня 1973 року.
Тіссеранів параметр щодо Юпітера — 3,348.